# Хитмен: Агент 47
Хитман: Агент 47 (енгл. Hitman: Agent 47) је немачко-америчко-британски акциони трилер филм из 2015, који је режирао Александар Бах, што је био његов први редитељски наступ. Текст су написали Скип Вудс (који је такође написао оригинални Хитман филм) и Мајкл Финч. Радња је базирана је на серијалу Хитман видео игара, који је развила фирма ИО Интерактив. Главни лик је мистериозни убица, познат само као Агент 47. Главне звезде филма су: Руперт Френд, Хана Вар, Закари Квинто, Киран Хајндс, Томас Кречман и Анџелабејби. Филм је пуштен 21. августа 2015. Такође је први холивудски филм који је сниман у Сингапуру.

## Радња
Деценијама раније, Др. Пјотр Литвенко (Киран Хајндс) је био шеф програма за стварање клонираних војника, „Перфектних убице“ са повећаном снагом, интелигенцијом, и рефлексима, и који немају способност испољавања емоција, попут кривице или кајања. Након кризе савести коју је имао, Литвенко је нестао, остављајући иза себе своју ћерку Катју. После неколико година Катја, сада одрасла особа (Хана Вар) напушта Берлин. Она неуморно ради на томе да пронађе свог оца, и мучи је анксиозност и акутна свесност о свему око ње, чак је способна да види и чује ствари ван нормалних чулних радијуса. Катји је на метро станици пришао човек, који се представио као Џон Смит (Закари Квинто). Он јој каже да је агент 47 (Руперт Френд) на путу да је убије, нуди јој заштиту, алудирајући да има информације о њеном оцу. Агент 47 их је пронашао и напада их, који су успели да побегну, али не пре него што агент 47 успева да стави пратећи уређај на Катјино раме, пуцавши из снајпера. Смит и Катја су се сакрили у хотелској соби, где он објашњава да је на мисији, и да је оперативац корпорацији познатој као “Syndicate International“, и Катја му затим показује њену мапу са траговима за проналазак њеног оца. Катја пита Џона да јој каже оно што зна о њеном оцу. Џон одговара са Литвенковим годинама, здравственим стањем (реуматоидни артритис) и да њен отац говори неколико језика. И да има трећи степен рака плућа. Са свим овим чињеницама, Катја схвата да њен отац вероватно живи негде где је топла клима, где су орхидеје, и са напредним медицинским третманима на располагању. И баш кад је требало да одреди државу, агент 47 пуца кроз врата, пуца Смита у груди, удара Катју, која се истог тренутка онесвестила. На другом месту, трговац који послује са агентом 47, Диана (Ангелбаби) контактира другог агента са уговором.
Када се Катја пробудила, агент 47 јој објашњава да је она такође агент, само што је она напреднији од њега самог (он јој чак објашњава да је њено право име „quatre-vingt-dix“ ; Француска реч за број 90). Затим јој показује како да користи своје појачано чуло и моћ у борби, док су се њих двоје борили против снага Синдикејт корпорације. Они се суочавају и са Смитом, који открива да има генетски модификован унутрашњи оклоп, који му је омогућио да преживи пуцањ од агента 47. Упркос свему овоме Катји није драго што је изабрана да буде машина за убијање. Смит демантује да зна Литвенкову локацију. После кратке борбе, 47 и Катја су успели да побегну. Катја наговара агента 47 да неће наудити њеном оцу, и коначно открива локацију њеног оца, Сингапур. Кад су стигли, пронашли су Литвенка, коме је често потребан инхалатор да би дисао. Он се извинио Катји што је напустио, рекавши да је хтео само да је заштити. Затим говори да је агент 47 њен “брат”, рекавши да је ипак оставио са породицом после свега. Убзо после тога Синдикејт војска их напада, и они су приморани да беже. Током бекства, Литвенко бива заробљен од стране Синдикејт војника. На међунардном седишту Синдикејта, Смит мучи Литвенка под надзором директора Синдикејт корпорације, Антони ЛеКлерк (Томас Кречман). Литвенко и даље одбија да поново отвори Агентски програм. Док је Катја срушила хеликоптер унутар зграде, агент 47 улази у штаб маскиран као ватрогасац. Њих двоје успевају да се изборе са Синдикејт обезбеђењем, и агент 47 се опет суочава са Смитом. Смит који је био отпоран на метке, агент 47 успева да га победи са струјним ударом. На крову, агент 47 и Катја се боре са последњим Синдикејт снагама, али не пре него што ЛеКларк побегне у хеликоптеру са Литвенком. У ваздуху, Литвенко детонира инхалатор који му је дао агент 47, осигуравајући се да Синдикејт неце да пође опет за Катјом. Агент 47 онда зове Дијану потврђујући да је прва мета елиминисана (ЛеКлерк), затим га она пита о другој мети (Катја), агент 47 истог тренутка баца телефон са зграде. Док су се њих двоје спремали да оду, појављује се агент 48, који је потпуно идентичан по изгледу као агент 47, који им је пренео поздрав од Дијане, пре него што је почела пуцњава између њих.

## Списак глумаца
- Руперт Френд као Агент 47/Агент 48, мистериозни убица који ради у тајној приватној организацији “International Contracts Agency” која ствара професионалне убице, које убијају битне личности широм света.[6]
- Џес Хергт као млади агент 47.[7]
- Хана Вер као Катја ван Дес, Агент 90
- Хелена Пишк као млада Катја
- Закари Квинто као Џон Смит, високо рангиран члан Синдикејт корпорације
- Киран Хиндс као Др. Пјотр Литвенко, проналазач Агент програма, и Катјин отац
- Јоханез Шум као млади Др. Литвенко
- Томас Кречман као Антони ЛеКлерк, вођа организације назване Синдикејт
- Анџелабејби као Дајана, ради у програму Агент
- Дан Бакедах као Амерички дипломата у Сингапуру
- Емилио Ривера као Фабиан, члан Синдикејт корпорације
- Ролф Канис као Др. Делриего/Ловац
- Џери Хофман као Франко

## Продукција
Дана 1. фебруара 2013, саопштено је да „20th Century Fox“ развија филм заснован на Хитман видео играма, са насловом Агент 47, алудирајући на главног лика у филму, Агента 47.

### Глума
Пол Вокер је требало да глуми главну улогу у филму Агент 47, али 30. новембра 2013, погинуо је у саобраћајној несрећи 5. фебруара 2013, пре него што је снимање филма почело. 9. јануара 2014, Руперт Френд је био у преговорима да замени Валкера. 31. јануара, 2014, Захари Квинто се придружио у филму, као споредна улога. Хана Вер се 5. фебруара 2014. такође придружила као главна женска улога. Томас Кречман је 6. марта 2014. потписао да игра зликовца, Ле Кларка. Дан Бакедахл се 13. марта 2014. придружио филмској групи. Цирјан Хиндс је 14. марта 2014. потписао да глуми научника.

### Снимање
Снимање је оригинално требало да буде у лето 2013, у Берлину и Сингапуру, али је одложено за март 2014. Снимање је тачно почело 18. фебруара 2014.

### Озвучење
Званично озвучење је компоновано од стране Марка Белтрамија.

## Рекламирање
Две слике и снимци из филма су реализовани на „San Diego Comic-Con International” 25. јула 2014. Први званични трејлер је објављен 11. фебруара, 2015.